# Manned Space Flight Network

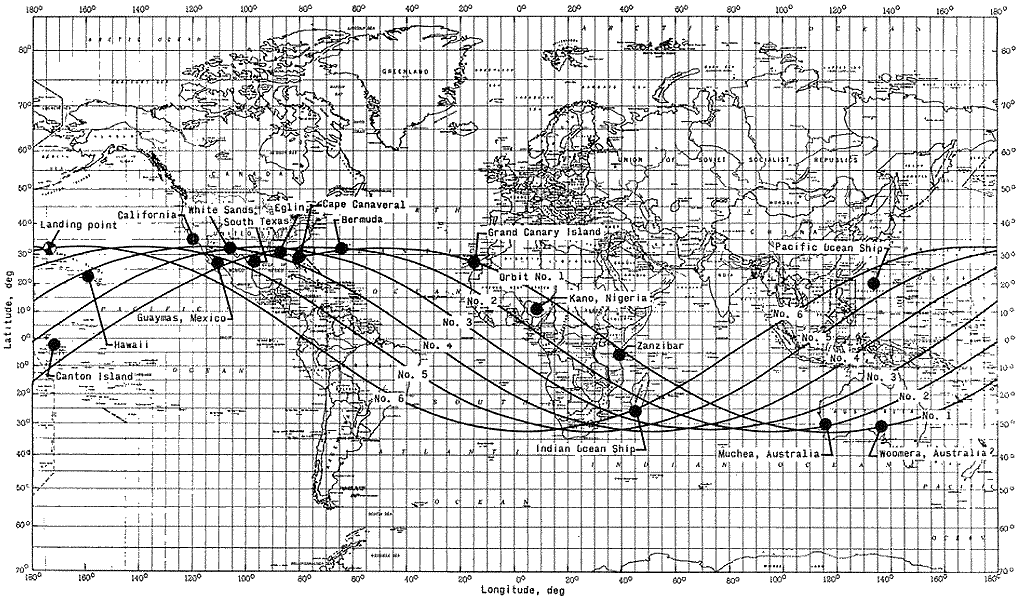
As estações da MSFN para o Programa Mercury.

A Manned Space Flight Network (MSFN), em português Rede (de rastreamento) de Voos Espaciais Tripulados, foi um conjunto de estações de 
rastreamento criado para dar suporte a alguns dos programas espaciais Norte americanos, especificamente: 
o Mercury, o Gemini, o Apollo e o Skylab.